# Latin American Poker Tour
O LAPT - Latin American Poker Tour, patrocinado pelo PokerStars.net, começou em maio de 2008 no Rio de Janeiro, Brasil e seguiu na primeira temporada para San José, Costa Rica e  Punta del Este, Uruguai, iniciando um novo conceito de torneio de poker a nível continental para região da América Latina, o mesmo ocorrendo em outras partes do mundo como: EPT - European Poker Tour na Europa, APPT - Asia Pacific Poker Tour, na Ásia e Oceania e o NAPT - North American Poker Tour na América do Norte.
O LAPT foi criado por alguns dos mais influentes organizadores de torneios de poker como, Glenn Cademartori (Presidente do LAPT), Mike Ward (Diretor de Torneio do LAPT) além da equipe de torneios ao vivo do PokerStars, posicionando a América Latina no mapa mundial, como um dos melhores destinos para o turismo do poker.
Na sua primeira fase de torneios entre 2008 e 2016 o LAPT passou por 9 países, dentre eles Argentina (2x), Bahamas (2x), Brasil (8x), Chile (8x), Colombia (3x), Costa Rica (3x), Panamá (6x), Peru (6x) e Uruguai (8x) totalizando 46 etapas em 13 cidades.
Em 2016 o PokerStars anunciou uma nova série que substituiria o LAPT e outros circuitos mundiais como EPT (Europa) e o APPT (Ásia) e locais como UKIPT (Reino Unido), FPS (França), EUREKA (Europa Oriental), NAPT (Estados Unidos), ANZPT (Australia e Nova Zelândia), IPT (Itália) e ESPT (Espanha) à partir de 2017, chamada PokerStars Festival, torneios com inscrição no evento principal entre U$1.000 e U$1.500 e o PokerStars Championship com inscrição no evento principal acima de U$5.000, ambos com etapas na América Latina, Europa e Ásia Ambos os eventos não foram bem aceitos pela comunidade de jogadores de poker pois já estavam acostumados com os diferentes circuitos ao redor do mundo e no final de 2017 o PokerStars anunciou o retorno das séries LAPT, EPT e APPT para 2018 mas com problemas de logística a série LAPT foi cancelada antes da primeira etapa de 2018, colocando mais uma vez o circuito de poker latino americano em espera.
Durante do BSOP Millions 2022 o PokerStars anunciou o retorno da série LAPT para 2023, sendo a primeira etapa confirmada para março de 2023 no Rio de Janeiro, outras duas etapas LAPT em Montevidéu e Panamá e mais duas etapas em conjunto com o BSOP, uma em Foz do Iguaçu e outra com o BSOP Millions em São Paulo.
Em fevereiro de 2024 o PokerStars anunciou o calendário da série LAPT para 2024, sendo a primeira etapa confirmada de 19 a 23 de abril no Panamá.
 Uma novidade para 2024 é a realização da tão desejada etapa no México. Na 2a. temporada do LAPT em 2009 o LAPT Puerto Vallarta iniciou com 242 jopadores mas ao nono nível do dia 1A o jogo foi interrompido por autoridades do governo e não permitindo o reinicio nos dias seguintes. Cada um dos 89 jogadores restantes no torneio na hora da interrupção recebeu $500 do PokerStars pelo incomodo imprevisto que foi adicionado a premiação de cada jogador, além disso, cada jogador recebeu $5,000 oriundos da premiação do torneio e o restante da premiação (cerca de $142.000) foi dividido pela quantidade de fichas de cada jogador.

Na sua segunda fase de torneios entre 2023 e 2024 o LAPT passou por 4 países, dentre eles Brasil (5x), México (1x), Panamá (2x) e Uruguai (1x) totalizando em todos os anos, entre 2008 e 2024, 55 etapas em 15 cidades de 10 países.

## 2024 A ÚLTIMA TEMPORADA DO LAPT
Em dezembro de 2024 após rumores da exclusão da página do LAPT no site oficial do PokerStars Live e com o anúncio do recém criado circuito mundial PokerStars Open, foi confirmado o término do circuito de poker LAPT, deixando um impacto positivo que teve no desenvolvimento do poker na América Latina. Foram 11 temporada entre os anos de 2008 e 2016 e retornando em 2023 e 2024.

Entre os jogadores de poker que mais lamentaram o término do LAPT, está o argentino José Ignácio "Nacho" Barbero, tri-campeão do circuito e maior jogador latino da história com mais ganhos na lista de ganhos (US$ 21.670.348, ficando em 47º lugar no mundo) do que qualquer outra pessoa na região e até mesmo um bracelete WSOP. Em uma entrevista exclusiva ao site CodigoPoker (em espanhol), Nacho disse que o circuito foi ótimo pelas amizades e entreteniemento que o LAPT oferecia aos seus participantes.
«O LAPT foi o melhor para mim, foi uma bomba. Uma das lembranças mais lindas, principalmente pelos amigos que fiz. Formamos uma turma linda, continuo muito amigo de todas as pessoas que conheci, já se passaram muitos anos, é uma pena que acabou."
José Ignácio "Nacho" Barbero (Dezembro/2024)

## Resultados

### 1ª Temporada (2008)
| Data            | Evento                                                                    | Entradas | Premiação | Vencedor            | Prêmio   | Resultado |
| --------------- | ------------------------------------------------------------------------- | -------- | --------- | ------------------- | -------- | --------- |
| 3 a 5 de Maio   | LAPT Rio de Janeiro $2.700 Hotel Intercontinental, Rio de Janeiro, Brasil | 315      | $785.000  | Julien Nuijten      | $222.940 |           |
| 22 a 24 de Maio | LAPT San José $2.700 Ramada Plaza, San José, Costa Rica                   | 398      | $965.150  | Valdemar Kwaysser   | $274.103 |           |
| 7 a 9 de Agosto | LAPT Punta del Este $2.700 Mantra Resort Casino, Punta del Este, Uruguai  | 351      | $851.175  | Jose Miguel Espinar | $241.735 |           |

### 2ª Temporada (2008-2009)
| Data                       | Evento                                                                                   | Entradas | Premiação  | Vencedor        | Prêmio                | Resultado             |
| -------------------------- | ---------------------------------------------------------------------------------------- | --- | ---------- | --------------- | --------------------- | --------------------- |
| 3 a 5 de Novembro de 2008  | LAPT San José $3.700 Ramada Plaza, San José, Costa Rica Guaranteed Prize Pool $1.000.000 | 219 | $1.000.000 | Ryan Fee        | $285.773              |                       |
| 5 a 7 de Dezembro de 2008  | LAPT Nuevo Vallarta $2.700 Marival Resort, Puerto Vallarta, México                       | 242 | $586,850   | Rory Cox        | "chip chop" + $15.000 | "chip chop" + $15.000 |
| 5 a 7 de Dezembro de 2008  | LAPT Nuevo Vallarta $2.700 Marival Resort, Puerto Vallarta, México                       | Cancelado/Adiado - Com 89 jogadores o torneio foi cancelado no México e continuou online no PokerStars até que a mesa final foi formada e esta foi jogada ao vivo no LAPT Punta Del Este em março de 2009. (mais informações) |            |                 |                       |                       |
| 20 a 22 de Janeiro de 2009 | LAPT Viña del Mar $2.700 Enjoy Casino & Resort, Viña del Mar, Chile                      | 216 | $523.800   | Fabian Ortiz    | $141.426              |                       |
| 18 a 20 de Março de 2009   | LAPT Punta del Este $3.700 Mantra Resort Casino, Punta del Este, Uruguai                 | 327 | $1,110,200 | Karl Hevroy     | $241.735              |                       |
| 16 a 19 de Abril de 2009   | LAPT Mar del Plata $5.200 Casino Central, Mar del Plata, Argentina                       | 291 | $1.411.350 | Dominik Nitsche | $381.030              |                       |

### 3ª Temporada (2009-2010)
| Data                         | Evento                                                                                                | Entradas | Premiação | Vencedor | Prêmio | Resultado |
| ---------------------------- | --- | --- | --- | --- | --- | --- |
| 19 a 22 de Novembro de 2009  | LAPT Playa Conchal $2.700 Paradisus Playa Conchal Casino & Resort, Cabo Velas, Guanacaste, Costa Rica | 259 | $628.075 | Amer Sulaiman | $172.095 | |
| 24 a 27 de Fevereiro de 2010 | LAPT Punta del Este $3.700 Mantra Resort Casino, Punta del Este, Uruguai                              | 307 | $1.042.060 | Jose Ignacio Barbero | $279.330 | |
| 19 a 23 de Março de 2010     | LAPT Viña del Mar $2.700 Enjoy Casino & Resort, Viña del Mar, Chile                                   | CANCELADO - No dia 27 de fevereiro de 2010 ocorreu o Sismo do Chile de 2010 de magnitude 8.8 na Escala Richter, por conta disso o PokerStars optou pelo cancelamento da etapa. | CANCELADO - No dia 27 de fevereiro de 2010 ocorreu o Sismo do Chile de 2010 de magnitude 8.8 na Escala Richter, por conta disso o PokerStars optou pelo cancelamento da etapa. | CANCELADO - No dia 27 de fevereiro de 2010 ocorreu o Sismo do Chile de 2010 de magnitude 8.8 na Escala Richter, por conta disso o PokerStars optou pelo cancelamento da etapa. | CANCELADO - No dia 27 de fevereiro de 2010 ocorreu o Sismo do Chile de 2010 de magnitude 8.8 na Escala Richter, por conta disso o PokerStars optou pelo cancelamento da etapa. | CANCELADO - No dia 27 de fevereiro de 2010 ocorreu o Sismo do Chile de 2010 de magnitude 8.8 na Escala Richter, por conta disso o PokerStars optou pelo cancelamento da etapa. |
| 2 a 5 de Junho de 2010       | LAPT Lima $2.700 Atlantic City Casino, Lima, Peru                                                     | 384 | $931.200 | Jose Ignacio Barbero | $250.000 | |
| 5 a 8 de Agosto de 2010      | LAPT Florianópolis R$5.000 (~$2.844) Costão do Santinho, Florianópolis, Brasil                        | 364 | R$1.624.200 (~$924.080) | Matthias Habernig | R$435.000 (~$247.491) | |
| 22 a 26 de Setembro 2010     | LAPT Rosario Grand Final $5.000 City Center Casino, Rosario, Argentina                                | 258 | $1.176.200 | Martin Sansour | $322.280 | |

### 4ª Temporada (2011-2012)
| Data                         | Evento | Entradas | Premiação                     | Vencedor          | Prêmio                     | Resultado |
| ---------------------------- | --- | -------- | ----------------------------- | ----------------- | -------------------------- | --------- |
| 16 a 20 de Fevereiro         | LAPT São Paulo R$5.000 (~$3.000) World Trade Center de São Paulo                                          | 536      | R$2.391.360 (~$1.431.781)     | Alex Manzano      | R$615.840 (~$368.722)      |           |
| 17 a 20 de Março             | LAPT Viña del Mar $1.100 National Poker Championship Enjoy Viña del Mar Casino & Resort                   | 621      | $602.400                      | Murilo Figueiredo | $146.000                   |           |
| 16 a 20 de Abril             | LAPT Lima $2.500 Atlantic City Casino                                                                     | 350      | $774.000                      | Kemal Ferri       | $207.400                   |           |
| 3 a 7 de Agosto              | LAPT Punta del Este $2.500 Mantra Resort Spa Casino                                                       | 422      | $941.480                      | Alex Komaromi     | $244.720                   |           |
| 12 a 16 de Outubro           | LAPT Medellin COP$1.980.000 National Poker Championship (~$1.100) Casino Allegre - C.C.Premium Plaza      | 681      | COP$1.189.026.000 (~$665.527) | Julian Menendez   | COP$123.540.000 (~$69.151) |           |
| 17 a 24 de Fevereiro de 2012 | LAPT/BPT* São Paulo Grand Final R$4.000 Carnival Poker Festival (~$2.313) World Trade Center de São Paulo | 367      | R$1.317.160 (~$761.611)       | Daniele Nestola   | R$289.300 (~$167.279)      |           |

- Campeão Latino-Americano de Poker da 4ª Temporada (2011/2012):  Colômbia - Pablo Gonzalez
- BPT - Brazil Poker Tour

### 5ª Temporada (2012)
| Data                | Evento                                                                                               | Entradas | Premiação                     | Vencedor        | Prêmio                      | Resultado |
| ------------------- | --- | -------- | ----------------------------- | --------------- | --------------------------- | --------- |
| 21 a 25 de Março    | LAPT Chile $1.100 National Poker Championship Enjoy Viña del Mar Casino & Resort                     | 672      | $651.480                      | Aliro Diaz      | $76.580                     |           |
| 23 a 27 de Maio     | LAPT Uruguai $2.500 Mantra Resort Spa Casino                                                         | 375      | $836.200                      | Marcelo Fonseca | $144.240                    |           |
| 7 a 12 de Agosto    | LAPT Colombia COP$4.200.000 National Poker Championship (~$2.350) Casino Allegre - C.C.Premium Plaza | 337      | COP$1.250.900.000 (~$699.609) | Robbie Renehan  | COP$284.700.000 (~$159.228) |           |
| 26 a 30 de Setembro | LAPT Panamá $2.500 Veneto Grand Hotel Casino                                                         | 338      | $754.080                      | Leo Fernandez   | $171.930                    |           |
| 14 a 18 de Novembro | LAPT Peru Grand Final $2.500 Atlantic City Casino                                                    | 376      | $838.860                      | Jordan Scott    | $168.210                    |           |

- Campeão Latino-Americano de Poker da 5ª Temporada (2012):  Colômbia - Daniel Ospina

### 6ª Temporada (2013)
| Data                      | Evento                                                                                               | Entradas | Premiação                     | Vencedor         | Prêmio                     | Resultado |
| ------------------------- | --- | -------- | ----------------------------- | ---------------- | -------------------------- | --------- |
| 13 a 17 de Março          | LAPT Chile $1.100 National Poker Championship Enjoy Viña del Mar Casino & Resort                     | 1.024    | $993.280                      | Pablo Tavitian   | $184.220                   |           |
| 25 a 30 de Abril          | LAPT Brasil R$4.000 (~$1.976) Tivoli Hotel Sao Paulo Mofarrej                                        | 753      | R$2.629.480 (~$1.298.932)     | Victor Sbrissa   | R$512.100 (~$252.971)      |           |
| 5 a 9 de Junho            | LAPT Colombia COP$2.000.000 National Poker Championship (~$1.053) Casino Allegre - C.C.Premium Plaza | 629      | COP$1.098.230.000 (~$578.016) | Weider Gutierrez | COP$165.244.000 (~$86.971) |           |
| 31 de Julho a 4 de Agosto | LAPT Peru $1,650 Atlantic City Casino                                                                | 557      | $810,440                      | Patricio Rojas   | $123.840                   |           |
| 18 a 22 de Setembro       | LAPT Panamá $1,650 Veneto Grand Hotel Casino                                                         | 570      | $855.000                      | Galal Dahrouj    | $132.535                   |           |
| 21 a 24 de Novembro       | LAPT Uruguai $2,500 Mantra Resort Spa Casino                                                         | 508      | $1,133,340                    | Carter Gill      | $218,692                   |           |

- Campeão Latino-Americano de Poker da 6ª Temporada (2013):  Chile - Amos Ben Haim

### 7ª Temporada (2014)
| Data                    | Evento                                                                           | Entradas                           | Premiação                          | Vencedor                           | Prêmio                             | Resultado                          |
| ----------------------- | -------------------------------------------------------------------------------- | ---------------------------------- | ---------------------------------- | ---------------------------------- | ---------------------------------- | ---------------------------------- |
| 13 a 17 de Março        | LAPT Chile $1.700 National Poker Championship Enjoy Viña del Mar Casino & Resort | 609                                | $915.631                           | Mario Lopez                        | $117.991                           |                                    |
| 30 de Maio a 3 de Junho | BSOP/LAPT Brasil R$4.000 (~$1.971) Holiday Inn Parque Anhembi                    | 1.167                              | R$4.411.080 (~$1.975.273)          | Carlos "Caio" Hey                  | R$680.000 (~$304,470)              |                                    |
| 23 a 27 de Julho        | LAPT Panamá $1,700 Veneto Grand Hotel Casino                                     | 550                                | $826.925                           | Fabian Ortiz                       | $143.930                           |                                    |
| 15 a 19 de Outubro      | LAPT Peru GRAND FINAL $1,700 Atlantic City Casino                                | 692                                | $1.040.420                         | Oscar Alache                       | $135.488                           |                                    |
| 26 a 30 de Novembro     | LAPT Uruguai Grand Final Mantra Resort & Casino                                  | Cancelado em 13 de agosto de 2014. | Cancelado em 13 de agosto de 2014. | Cancelado em 13 de agosto de 2014. | Cancelado em 13 de agosto de 2014. | Cancelado em 13 de agosto de 2014. |

- Campeão Latino-Americano de Poker da 7ª Temporada (2014):  Argentina - Horacio Fernando Nicolas

### 8ª Temporada (2015)
| Data                           | Evento                                                                                   | Entradas | Premiação                 | Vencedor                  | Prêmio                | Resultado |
| ------------------------------ | ---------------------------------------------------------------------------------------- | -------- | ------------------------- | ------------------------- | --------------------- | --------- |
| 7 a 9 de Janeiro               | LAPT Bahamas $3.000 Atlantis Paradise Island Resot Casino                                | 736      | $1.945.248                | Josh Kay                  | $367.928              |           |
| 6 a 10 de Março                | LAPT Chile $2.500 Enjoy Viña del Mar Casino & Resort                                     | 410      | $904.460                  | Oscar Alache              | $131.962              |           |
| 8 a 12 de Maio                 | LAPT Panamá $2.500 Sortis Hotel Spa & Casino                                             | 422      | $930.932                  | Shakeeb Kazemipur         | $180.112              |           |
| 10 a 14 de Julho               | LAPT Peru $2.500 Atlantic City Casino                                                    | 366      | $807.396                  | Claudio Moya              | $135.576              |           |
| 18 a 22 de Setembro            | LAPT Uruguai $3.300 Conrad Resort & Casino                                               | 267      | $776.970                  | Mario Lopez               | $155.730              |           |
| 24 de Novembro a 2 de Dezembro | LAPT Brasil Grand Final R$10.000 BSOP Millions (~$2.683) World Trade Center de São Paulo | 426      | R$3.760.300 (~$1.009.390) | Yuri Martins Dzivielevski | R$652.509 (~$175.155) |           |

- Campeão Latino-Americano de Poker da 8ª Temporada (2015):  Chile - Oscar Alache

### 9ª Temporada (2016)
| Data                           | Evento                                                                                  | Entradas | Premiação               | Vencedor              | Prêmio                | Resultado |
| ------------------------------ | --------------------------------------------------------------------------------------- | -------- | ----------------------- | --------------------- | --------------------- | --------- |
| 7 a 9 de Janeiro               | LAPT Bahamas $2.200 Atlantis Paradise Island Resot Casino                               | 851      | $1.650.940              | Georgios Sotiropoulos | $308.220              |           |
| 4 a 8 de Março                 | LAPT Chile $1.500 Enjoy Viña del Mar Casino & Resort                                    | 565      | $737.325                | Rodrigo Strong        | $120.565              |           |
| 12 a 16 de Maio                | LAPT Panamá $1.500 Sortis Hotel Spa & Casino                                            | 553      | $721.665                | Andrés Carrillo       | $138.225              |           |
| 23 a 27 de Setembro            | LAPT Uruguai $1.500 Conrad Resort & Casino, Punta del Este                              | 438      | $571.590                | Pedro Claus           | $155.730              |           |
| 22 de Novembro a 1 de Dezembro | LAPT Brasil Grand Final R$8.000 BSOP Millions (~$2.346) World Trade Center de São Paulo | 329      | R$2.262.828 (~$663,658) | José Ignacio Barbero  | R$341.182 (~$100,064) |           |

- Campeão Latino-Americano de Poker da 9ª Temporada (2016):  Chile - Nicolas Malandre Godoy

### PokerStars Festival (2017)
| Data                | Evento                                                                            | Entradas | Premiação | Vencedor           | Prêmio  | Resultado |
| ------------------- | --------------------------------------------------------------------------------- | -------- | --------- | ------------------ | ------- | --------- |
| 20 a 27 de Maio     | PSF Chile $1.650 Premiação Garantida: $500.000 Enjoy Viña del Mar Casino & Resort | 329      | $500.000  | Christopher Franco | $97.360 |           |
| 16 a 23 de Setembro | PSF Uruguai $1.500 Enjoy Conrad Resort & Casino                                   | 261      | $379.755  | Julio Belluscio    | $66.748 |           |

### LAPT (2018)
| Data            | Evento                                               | Entradas  | Premiação | Vencedor  | Prêmio    | Cronograma  |
| --------------- | ---------------------------------------------------- | --------- | --------- | --------- | --------- | ----------- |
| 8 a 13 de Março | LAPT Chile $1.100 Enjoy Viña del Mar Casino & Resort | Cancelado | Cancelado | Cancelado | Cancelado | Cronograma] |

### 10ª Temporada (2023)
| Data                    | Evento | Entradas | Premiação               | Vencedor              | Prêmio                | Resultado                                                                                                |
| ----------------------- | --- | -------- | ----------------------- | --------------------- | --------------------- | --- |
| 2 a 6 de Março          | LAPT Rio de Janeiro R$7.500 (~$1.455) Windsor Barra Hotel Rio de Janeiro, Brasil                                                          | 557      | R$3.394.340 (~$654.204) | Anthony Barranqueiros | R$650.000 (~$125.277) | YouTube: LAPT 2023 Rio Main Event - Mesa Final ♠️ PokerStars Brasil (4h32m43s)                           |
| 28 de abril a 2 de maio | LAPT Montevideu $1.500 Hotel Sofitel Montevideo Casino Carrasco and Spa Montevideu, Uruguai                                               | 346      | $417,900                | Tulio Bertoli         | $80.000               | YouTube: ♠ Final Table - Main Event do LAPT Montevidéu 2023 ♠(6h02m29s)                                  |
| 4 a 8 de agosto         | LAPT Panamá $1.500 Sortis Hotel Spa & Casino Cidade do Panamá, Panamá                                                                     | 340      | $410.500                | Anton Markus Meekma   | $69.934               | YouTube: ♠ Final Table - Main Event do LAPT Panamá 2023 ♠ - 1º - US$ 80.000 (7h57m48s)                   |
| 4 a 10 de outubro       | BSOP/LAPT Foz do Iguaçu R$7.500 (~$1.455) Wish Resort Golf Convention Foz do Iguaçu, Brasil                                               | 258      | R$1.750.000 (~$339,345) | Hugo Zanotti          | R$330.000 (~$63,991)  | YouTube: ♠ Final Table - Main Event do LAPT Foz 2023 ♠ (7h12m18s)                                        |
| 16 a 20 de novembro     | BSOP Millions/LAPT Brasil Grand Final R$7.500 (~$1,543) Premiação Garantida R$1.500.000 World Trade Center de São Paulo São Paulo, Brasil | 771      | R$4.736.360 (~$974,419) | Lucas Rigos           | R$792.000 (~$162,939) | YouTube: ♠ Dia Final - LAPT Main Event - 1.5M Gtd no BSOP Millions 2023 ♠ 1º - R$ 900.000,00 (10h25m13s) |

- Campeão Latino-Americano de Poker da 10.ª Temporada (2023):  - Juan Barattini

### 11ª Temporada (2024)
Durante o LAPT Panamá 2024, Marcelo Silva, Diretor da Codere anunciou definitivamente a etapa do LAPT México 2024 para os dias 14 a 21 de Agosto de 2024 no Royal Yak Hipódromo de las Américas, Cidade do México.

No dia 25 de setembro de 2024, foi anunciado o cancelamento do LAPT Montevideu através da conta do Instagram do LAPT (@laptoficial) e que a Grande Final 2024 será realizada em conjunto com o BSOP Millions 2024 em São Paulo, Brasil entre 17 e 27 de novembro de 2024.  Com isso, a etapa que seria realizada em Montevidéu, no Uruguai, não será mais disputada em 2024. 
No dia 24 de dezembro de 2024, o site latino especialista em poker, CodigoPoker anunciou o término do LAPT, além de duas matérias completas com dados e história de todas tempodaras e com uma entrevista exclisiva com o argentino José Ignácio "Nacho" Barbero.
| Data                | Evento | Entradas | Premiação                 | Vencedor                      | Prêmio                   | Resultado |
| ------------------- | --- | -------- | ------------------------- | ----------------------------- | ------------------------ | --------- |
| 19 a 23 de Abril    | LAPT Cidade do Panamá $1.500 Hotel El Panamá by Faranda Grand, Cidade do Panamá, Panamá                                                   | 263      | $315,260                  | Johnny Sandoval               | $65,000                  |           |
| 14 a 21 de Agosto   | LAPT Cidade do México MX$25.000 (~$1.316) Royal Yak Hipódromo de las Américas, Cidade do México, México                                   | 632      | MX$12.847.100 (~$676.284) | Omar Sosa                     | MX$2.500.000 (~$131.602) |           |
| 9 a 16 de Outubro   | BSOP/LAPT Rio de Janeiro R$7.500 (~$1.325) Windsor Marapendi Hotel, Rio de Janeiro, Brasil                                                | 273      | R$1,618,300 (~$286.172)   | Brunno Botteon De Albuquerque | R$325,000 (~$57.472)     |           |
| 15 a 29 de Novembro | BSOP Millions/LAPT Brasil Grand Final R$7.500 (~$1,350) Premiação Garantida R$1.500.000 World Trade Center de São Paulo São Paulo, Brasil | 656      | R$3,958,810 (~$658.036)   | Bernardo Tristao Soares       | R$673,000* (~$111.866)   |           |

- Campeão Latino-Americano de Poker da 11.ª Temporada (2024):  Brent Adam Sheirbon, prêmiação USD $50,000.00

## Vencedores por Pais
| Pos.  | País       | Títulos de Main Event | Campeão do Rank |
| ----- | ---------- | --------------------- | --------------- |
| 1°    | Argentina  | 12                    | 2               |
| 2°    | Brasil     | 10                    |                 |
| 3°    | Chile      | 7                     | 3               |
| 4°    | EUA        | 4                     | 1               |
| 5°    | Alemanha   | 2                     |                 |
|       | Canada     | 2                     |                 |
|       | Colombia   | 2                     | 2               |
|       | Holanda    | 2                     |                 |
|       | Peru       | 2                     |                 |
| 10°   | Austria    | 1                     |                 |
|       | Costa Rica | 1                     |                 |
|       | Espanha    | 1                     |                 |
|       | Grecia     | 1                     |                 |
|       | Hungria    | 1                     |                 |
|       | Irlanda    | 1                     |                 |
|       | México     | 1                     |                 |
|       | Noruega    | 1                     |                 |
|       | Panamá     | 1                     |                 |
|       | Paraguai   | 1                     |                 |
|       | Uruguai    | 1                     |                 |
|       | Venezuela  | 1                     |                 |
| Total | Total      | 55                    | 8               |

Em caso de empate: ordem alfabética.

"Campeão do rank" começou a ser contabilizado a partir de 2011 e somente 8 temporadas tiveram o Jogador do Ano.

## Mesa-finalistas por país
| Pos. | País            | Mesa Final |
| ---- | --------------- | ---------- |
| 1º   | Brasil          | 107        |
| 2º   | Argentina       | 74         |
| 3º   | Chile           | 41         |
| 4º   | Estados Unidos  | 36         |
| 5º   | Colombia        | 33         |
| 6º   | México          | 21         |
| 7º   | Canada          | 16         |
| 8º   | Venezuela       | 15         |
| 9º   | Panamá          | 14         |
| 10º  | Peru            | 13         |
| 11º  | Uruguai         | 11         |
| 12º  | Costa Rica      | 8          |
| 13º  | Áustria         | 6          |
| 14º  | Alemanha        | 5          |
| 15º  | Equador         | 4          |
|      | Holanda         | 4          |
| 17º  | Espanha         | 3          |
|      | Russia          | 3          |
| 19º  | Austrália       | 2          |
|      | França          | 2          |
|      | Libano          | 2          |
|      | Noruega         | 2          |
|      | Polônia         | 2          |
| 24º  | Bulgaria        | 1          |
|      | Dinamarca       | 1          |
|      | Grecia          | 1          |
|      | Guatemala       | 1          |
|      | Honduras        | 1          |
|      | Hungria         | 1          |
|      | Irlanda         | 1          |
|      | Italia          | 1          |
|      | Jamaica         | 1          |
|      | Malta           | 1          |
|      | Nova Zelândia   | 1          |
|      | Paraguai        | 1          |
|      | Porto Rico      | 1          |
|      | Portugal        | 1          |
|      | Reino Unido     | 1          |
|      | República Checa | 1          |
|      | Suécia          | 1          |
|      | Suíça           | 1          |
|      | Ucrânia         | 1          |

Em caso de empate, será ordenado alfabeticamente.

## Países que mais cediaram o LAPT
Lista de países que mais cediaram etapas do LAPT, com a premiação e entradas totais somente no Evento Principal.
| Posição | Etapas | Pais       | Premiação    | Entradas |
| ------- | ------ | ---------- | ------------ | -------- |
| 1       | 13     | Brasil     | $ 11,747,007 | 6775     |
| 2       | 10     | Uruguai    | $ 8,071,070  | 3603     |
| 3       | 8      | Chile      | $ 5,859,096  | 4466     |
| 4       | 7      | Panamá     | $ 4,837,362  | 3036     |
| 5       | 6      | Peru       | $ 5,202,316  | 2725     |
| 6       | 3      | Colômbia   | $ 1,625,751  | 1647     |
| 7       | 3      | Costa Rica | $ 2,593,225  | 876      |
| 8       | 2      | Bahamas    | $ 3,596,188  | 1587     |
| 9       | 2      | México     | $ 1,357,634  | 874      |
| 10      | 2      | Argentina  | $ 2,631,200  | 549      |
| TOTAL   | 56     |            | $ 47,520,849 | 26138    |

Em caso de empate, ordenado pela quantidade de inscrições e/ou pela premiação distribuida. Valores em US$

## Cidades que mais cediaram o LAPT
Lista de cidades que mais cediaram etapas do LAPT, com a premiação e entradas totais somente no Evento Principal.
| Posição | Etapas | Pais       | Cidades           | Premiação   | Entradas |
| ------- | ------ | ---------- | ----------------- | ----------- | -------- |
| 1       | 9      | Uruguai    | Punta del Este    | $ 7,643,170 | 3257     |
| 2       | 8      | Brasil     | São Paulo         | $ 8,763,870 | 5005     |
| 3       | 8      | Chile      | Viña del Mar      | $ 5,859,096 | 4466     |
| 4       | 7      | Panamá     | Cidade do Panamá  | $ 4,837,362 | 3036     |
| 5       | 6      | Peru       | Lima              | $ 5,202,316 | 2725     |
| 6       | 3      | Colômbia   | Medellín          | $ 1,625,751 | 1647     |
| 7       | 3      | Brasil     | Rio de Janeiro    | $ 1,729,742 | 1144     |
| 8       | 2      | Bahamas    | Paradise Island   | $ 3,596,188 | 1587     |
| 9       | 2      | Costa Rica | San José          | $ 1,965,150 | 617      |
| 10      | 1      | México     | Cidade do México  | $ 676,284   | 632      |
| 11      | 1      | Brasil     | Florianópolis     | $ 924,080   | 368      |
| 12      | 1      | Uruguai    | Montevidéu        | $ 427,900   | 346      |
| 13      | 1      | Argentina  | Mar del Plata     | $ 1,455,000 | 291      |
| 14      | 1      | Costa Rica | Playa Conchal     | $ 628,075   | 259      |
| 15      | 1      | Argentina  | Rosário           | $ 1,176,200 | 258      |
| 16      | 1      | Brasil     | Foz do Iguaçu     | $ 329,315   | 258      |
| 17      | 1      | México     | Puerto Vallarta * | $ 681,350   | 242      |

Em caso de empate, ordenado pela quantidade de inscrições e/ou pela premiação distribuida. Valores em US$

* Evento cancelado em Puerto Vallarta, continuou online no PokerStars e a mesa final foi no Uruguai em Punta del Este (mais informações)

## Top 10 - Premiações (U$D)
| Pos. | Temp.(Ano) | Evento              | Posição | Nome                  | Prêmio                    |
| ---- | ---------- | ------------------- | ------- | --------------------- | ------------------------- |
| 1st  | 2 (2009)   | LAPT Mar del Plata  | 1st     | Dominik Nitsche       | $381,030.00               |
| 2nd  | 4 (2011)   | LAPT São Paulo      | 1st     | Alex Manzano          | $370,209.00 R$ 615.840,00 |
| 3rd  | 8 (2015)   | LAPT Bahamas        | 1st     | Josh Kay              | $367,928.00               |
| 4th  | 3 (2010)   | LAPT Rosário        | 1st     | Martin Sansour        | $322,280.00               |
| 5th  | 9 (2016)   | LAPT Bahamas        | 1st     | Georgios Sotiropoulos | $308,220.00               |
| 6th  | 7 (2014)   | LAPT/BSOP São Paulo | 1st     | Carlos Hey            | $297,255.00 R$ 680.000,00 |
| 7th  | 2 (2008)   | LAPT San Jose       | 1st     | Ryan Fee              | $285,773.00               |
| 8th  | 2 (2009)   | LAPT Punta del Este | 1st     | Karl Hevroy           | $283,580.00               |
| 9th  | 3 (2010)   | LAPT Punta del Este | 1st     | José "Nacho" Barbero  | $279,330.00               |
| 10th | 1 (2008)   | LAPT San Jose       | 1st     | Valdemar Kwaysser     | $274,103.00               |

## Resultados por temporada
- Latin American Poker Tour (1.ª temporada) - 2008
- Latin American Poker Tour (2.ª temporada) - 2008 / 2009
- Latin American Poker Tour (3.ª temporada) - 2009 / 2010
- Latin American Poker Tour (4.ª temporada) - 2011 / 2012
- Latin American Poker Tour (5.ª temporada) - 2012
- Latin American Poker Tour (6.ª temporada) - 2013
- Latin American Poker Tour (7.ª temporada) - 2014
- Latin American Poker Tour (8.ª temporada) - 2015
- Latin American Poker Tour (9.ª temporada) - 2016
- Latin American Poker Tour (10.ª temporada) - 2023
- Latin American Poker Tour (11.ª temporada) - 2024